# 藤原バナナ店
藤原バナナ店（ふじわらバナナてん）は、山口ケーブルビジョン (C-able) で2000年（平成12年）7月から2009年（平成21年）2月まで放送されていたバラエティ番組。略称は「FB10」。

## 概要
- 番組名は、出演者である原口岳人（はらぐち・たけひと）の『原』と、藤田素乃子（ふじた・そのこ）の『藤』を合わせたもの。2人ともC-able社員。
- 基本的に原口・藤田の両名以外に出演者はいない（ただし、一時期山口大学の学生が準レギュラーのような形で番組に出演していたことがあった）。また、収録・編集作業もすべて2人で担当していた。

- 開始当初は「カラオケボックスでの番組収録」「健康器具に乗りながら番組を進行」といったことも行われていた。また、視聴者へのプレゼントコーナーに応募ハガキが数通しか来ないこともしばしばであった。

- 放送開始から1年ほどして少しずつ認知度が高まり、2001年には視聴者のPRコーナーである「90check」を合わせた30分番組に拡大。
  - C-ableの提携先であるテレビ山口（tys:地上波テレビ局）やエフエム山口（FMY:県域FM局）との合同イベントでも、同局を代表する番組として取り上げられることが多かった。
  - 年末に番組オリジナルカレンダーを作成していたが、その配布の際は大勢の視聴者が押し寄せるほどになった。
  - 番組に届くハガキ、メールも非常に増え、番組内で紹介しきれないものは、エリア内で配布される番組表「ぷらざC-able」の誌面に「おたよりBOX」というコーナーを設け、紹介されていた。

- 番組のセットは、スタジオの床に敷物（のち畳）を敷き、ちゃぶ台を置いた極めてシンプルなもの。2005年頃まではテーブルがあり、椅子に座って進行していた。この頃は何故か視聴者からキャラクターのぬいぐるみや人形が番組に送られてきており、それらでテーブルの上が埋め尽くされていた。

- 番組のキャラクターはバナナの形をした「ボコ」。このキャラクターの靴下・お皿をプレゼントした事があったが、靴下に色を染める作業なども全て出演者2人で行った。

- 2009年1月12日～1月18日放送分の番組内にて、2009年2月10日の放送をもって8年7ヶ月10日（語呂合わせで"バ・ナナ・テン"となる）続いた番組を打ち切ることが発表された。最終回の収録は公開で行われ、この場で藤田が結婚・退社することも明らかにされた。

- 最終回放映後は、過去の番組の総集編を放送していたが、2009年5月3日をもって完全に放送終了。

## 放送時間
毎日4回、以下の時間にリピート放送。
11:00～11:30 / 16:00～16:30 / 20:00～20:30 / 23:30～24:00
放送内容は週替わりになっており、毎週月曜日から翌週の日曜日までの7日間、同じ内容を放送していた。

## コーナー

### 番組初期
デビュタントことわざ劇場
山口県の劇団「シアターデビュタント」によることわざ講座。初期のコーナー
瓜瓜
初期の人気コーナー。有名人のそっくりさんを紹介するコーナー。似ているかどうかは原口が判定。
Finger5
テーマに基づいたランキングを発表。あるあるネタを5つ紹介するようなものであった。
瀬戸際のTOTOちゃん
藤田と原口の対決コーナー。
女子だじゃれ部
視聴者から募集しただじゃれを発表するコーナー。
SOBOKUな
視聴者からの素朴な疑問・質問に、マジメにお答えするコーナー。
噛ミングOUT
滑舌の悪い（と藤田に評される）原口が早口言葉にチャレンジする。
フジワラ春のパンまつり→フジワラ初夏のパンまつり（季節が変わったため）
魚釣りゲームでパンにはさむ具材を決め、その具材で原口・藤田が料理を作り審査員に食べてもらい、どちらがよかったかを審査してもらう。

### 番組後期
ちょびっとお変度3
倉敷ケーブルテレビが制作し山口ケーブルビジョンでも放送していた「ちびっこお遍路さん」のパロディ。放送エリア（山口市・防府市・宇部市・美祢市美東町）内の変わったもの、おかしなもの、建物、看板などを取材・紹介し、「お変度」を1・2・3の三段階で評価する。お遍路にちなんで「88ケ所」紹介することを目標としていたが、最終回直前の2009年2月2日～9日放送分でついに「88ケ所めぐり」を完了した。
なうやん
視聴者からのメール、お便りを紹介。ちなみにコーナートップで使われる写真は原口が松山市大街道で撮影したもの。
やまわけ
懸賞コーナー。長年続いていたがちゃぶ台のセットに変更された以降はスポンサーからの提供によるものがほとんど無くなった。
90check
視聴者が自ら出演し、90秒でイベントのPRをするコーナー。当初はCMと同じ扱いでばらばらに行われていたが、その後番組のエンディングと提供クレジットの間にまとめて放送されるようになった。なお、藤田・原口は撮影のみ担当で、VTRには登場しない。
他にも、藤田が料理研究家「さしすせその子先生」に扮して、旬の食材を無駄にする料理に挑戦するという定番の演出もある。「バケツプリン」や「バナ草粥」などの変わったものを作ってきた。

## トピックス
- 2006年5月20日に地上波テレビ局のテレビ山口で放送されたローカル番組週末ちぐまや家族に出演し、山口ケーブルビジョンの新しいマスコットキャラクターの名前募集をした。その際に、原口が自分で作ったマスコットキャラクターの着ぐるみ（？）を着て出演し、最後に「こう見えても課長です」といった。また藤田は、エリア内の4市町（山口市、防府市、美東町、宇部市）を忘れてしまうぐらい緊張しており、結局手に書いたものを読んでいた。この出演については、5月15日～5月21日の番組内で予告されたとともに、翌週の番組内で舞台裏の様子が放送された。
- 2006年5月1日～7日の放送分で放送300回を迎え、記念企画としてバナナの種を蒔いた。市販の栽培キットを使用したのだが、念のため視聴者にも別に依頼しておいたものを含め、発芽することなく終わった。
- 原口岳人は、一時期、「原口岳一人（はらぐちたけひとり）」という名前で出演していたことがある。
- かつて関東地方のケーブルテレビ局から番組販売のオファーがあったらしいが、断っているとのこと。
- NHK衛星第2テレビジョンの「CATVネットワーク 〜すばらしき私の街〜」では、二度にわたって当番組が紹介された。
  - 2007年8月18日放送分 - 「ちょびっとお変度3」「24時間藤原バナナ店」「ボコ靴下」等を紹介。2007年8月27日～9月2日、9月3日～9月9日の番組内で舞台裏の様子（NHKの権利に触れない程度）が放送された。
  - 2007年12月15日放送分 - 同年8月27日～9月2日、9月3日～9月9日の番組内の放送内容（すなわち、前回同番組で放送した舞台裏を取り上げた放送）から紹介。

- 『90check』のコーナーは、本番組終了後、同局制作番組『ソレ～ネ！〜こちら中園町7番地情報局〜』に引き継がれ、現在も放映中である。